# Phanaeus bravoensis
Phanaeus bravoensis es una especie de escarabajo del género Phanaeus, familia Scarabaeidae. Fue descrita científicamente por Moctezuma, Sánchez-Huerta & Halffter en 2017.
Se distribuye por México. Mide aproximadamente 17,8 milímetros de longitud. Cabeza negra, con un cuerno cefálico negro, curvado posteriormente sobre el pronoto.